# Annamari Ranki
Päivi Annamari Ranki, född 3 januari 1955 i Helsingfors, död där 14 januari 2024, var en finländsk läkare.
Ranki, som blev medicine och kirurgie doktor 1978, var specialist i dermatologi och venerologi. Efter att 1994 ha blivit professor vid Uleåborgs universitet och 1996 vid Tammerfors universitet erhöll hon 1997 professuren i nämnda ämnen vid Helsingfors universitet och var även överläkare vid Hud- och allergisjukhuset vid Helsingfors universitetscentralsjukhus.